# 李蒙泉
李蒙泉，山东历城县（今山东济南市）人，清朝政治人物。同进士出身。
道光二十年（1840年），登進士，道光二十七年（1847年）接替丁国恩任嘉定县知县一职，十二月（1848年1至2月）由陳熔接任。

### 腳註
1. ↑  缪荃孙等. .

### 其他
- 编纂委员会. . 上海: 上海社会科学院出版社. 2001年. ISBN 7-80618-881-9.

| 官衔          | 官衔                      | 官衔        |
| ------------- | ------------------------- | ----------- |
| 前任： 丁国恩 | 嘉定县知县 1847年－1848年 | 繼任： 陳熔 |